# Нурумбал (Новоторъяльский район)
Нурумбал (мар. Нурӱмбал) — деревня в Новоторъяльском районе Республики Марий Эл. Входит в состав Староторъяльского сельского поселения.

## География
Находится в северо-восточной части республики Марий Эл на расстоянии приблизительно 8 км по прямой на юг-юго-восток от районного центра посёлка Новый Торъял.

## История
Известна с 1884 года как деревня в составе Конганурской волости Уржумского уезда Вятской губернии. В селении числился 21 двор, проживали 103 человека, все мари. В 1905 году в 18 дворах деревни проживали 90 человек, в 1925 году — 96 человек. В 1970 году в деревне проживали в 24 хозяйствах 110 человек. В 2003 году в деревне числилось 20 дворов, в том числе 5 нежилых. В советское время работали колхозы «Волгыдо» («Свет») и «Большевик».

## Население
Население составляло 98 человек (мари 80 %) в 2002 году, 87 в 2010.